# حزين (بعلبك)
حزين هي إحدى القرى اللبنانية من قرى قضاء بعلبك في محافظة البقاع.تشتهر بسهولها الخصبة حيث تنشط زراعة البطاطا والقمح والخضار ، لا سيما كروم العنب.

## طالع
- تل حزين
- تل شمسين